# Thomas Schmidt (politik)
Thomas Gottfried Schmidt (* 7. března 1961 Burgstädt) je saský politik za CDU. Od roku 2004 je poslancem Saského zemského sněmu, v letech 2014–2019 zastával post saského státního ministra životního prostředí a zemědělství a mezi lety 2019 a 2024 byl saským státním ministrem pro regionální rozvoj.

## Život
Po absolvování střední školy studoval mezi lety 1982 a 1987 na Univerzitě Martina Luthera v Halle, kde získal titul diplomovaný zemědělský inženýr. V letech 1987–1991 zastával různé manažerské pozice v Zemědělském výrobním družstvu Hartmannsdorf a v letech 1991–2014 byl podnikovým ředitelem společnosti Gruma agrar GmbH Tauscha.
Thomas Schmidt se hlásí k evangelicko-luterskému vyznání. Žije v obci Taura, je ženatý a má dvě děti.

## Politika
Thomas Schmidt vstoupil v roce 1985 do Demokratické zemědělské strany Německa (DBD) a při její fúzi v roce 1990 se stal členem Křesťanskodemokratické unie (CDU). V CDU byl v letech 1995–2007 místopředsedou a v letech 2007–2008 předsedou okresního sdružení CDU Mittweida. Je členem státní rady Saské unie.
V komunální politice působil do roku 2010 jako člen obecní rady v Tauře poblíž Burgstädtu. Počínaje rokem 2004 je od 4. volebního období přímo zvoleným poslancem Saského zemského sněmu za volební obvod 22 (Mittweida 2 a Střední Sasko 5). V zemském sněmu byl v letech 2004–2014 členem Výboru pro životní prostředí a zemědělství, jehož byl v letech 2009–2014 místopředsedou. Kromě toho byl v období 2004–2009 členem Petičního výboru a Vyšetřovacího výboru pro Sächsische Landesbank. V letech 2009–2011 byl předsedou Imunitního a jednacího výboru. Byl také členem Pracovní skupiny pro hospodářství, práci a dopravu v rámci frakce CDU. Od roku 2010 do roku 2013 byl Schmidt předsedou komise Strategie pro technologickou a inovační politiku zaměřenou na budoucnost ve Svobodném státě Sasko, která představila v prvním čtvrtletí roku 2013 svou závěrečnou zprávu. V letech 2011–2014 byl místopředsedou frakce CDU v zemském sněmu.
Dne 13. listopadu 2014 jej předseda vlády Stanisław Tilich jmenoval saským státním ministrem životního prostředí a zemědělství ve své třetí vládě. Od 28. listopadu 2014 do 30. června 2016 byl jako zástupce Spolkové rady a člen saské vlády řádným členem Komise pro skladování vysoce radioaktivního odpadu.
Thomas Schmidt byl členem 15. Spolkového shromáždění pro volbu spolkového prezidenta Joachima Gaucka dne 18. března 2012 a také 16. Spolkového shromáždění pro volbu spolkového prezidenta Franka-Waltera Steinmeiera dne 12. února 2017. Byl také zástupcem člena Spolkové rady za Svobodný stát Sasko a předsedou správní rady Saské státní nadace pro přírodu a životní prostředí. Thomas Schmidt je dále členem dozorčí rady společností Saxony Economic Development Corporation a Saxon Energy Agency (SAENA). Kromě toho je čestným členem správní rady Fraunhoferova institutu pro elektronické nanosystémy (ENAS) v Chemnitz.
V 7. saských zemských volbách v roce 2019 byl znovu zvolen poslancem ve volebním obvodu Střední Sasko 5 s 36,9 procenty přímých hlasů. V druhé vládě Michaela Kretschmera složil 20. prosince 2019 slib jako saský státní ministr pro regionální rozvoj.
V 8. saských zemských volbách, které se konaly 1. září 2024, získal Schmidt přímý poslanecký mandát ve volebním okrsku Střední Sasko 3. Ve funkci ministra skončil dne 19. prosince 2024 v souvislosti s jmenováním třetí vlády Michaela Kretschmera.